# Kamienica Józefa Rotbarda (ul. Marszałkowska 19)
Kamienica Józefa Rotbarda – kamienica w Warszawie przy ul. Marszałkowskiej 19. 
Została ukończona w 1913, zniszczona podczas II wojny światowej i później odbudowana w uproszczonej formie.

## Historia
Budynek wzniesiono w latach 1909–1913 według projektu architektów Henryka Stifelmana i Stanisława Weissa jako jedna z dwu bliźniaczych kamienic (nr 19 i 21) u wlotu później wytyczonej ul. Oleandrów. Podobne założenie dwóch symetrycznych kamienic po obu stronach ulicy projektanci wykorzystali na działkach przy ul. Polnej 50 i 52.
Została zniszczona w czasie II wojny światowej, odbudowano ją w znacznie zredukowanej formie. Z narożnej części usunięto całkowicie wystrój fasady, wykusze i wnęki. Budynek obniżono do wysokości pięciu pięter (z szóstym cofniętym), a jej część przy ul. Oleandrów została obniżona do wysokości trzech pięter, dostosowując ją do wyglądu kamienic z końca 30. wybudowanych na pozostałej części ulicy.
24 lipca 2012 budynek został wpisany do gminnej ewidencji zabytków m.st. Warszawy, natomiast 13 marca 2017 do rejestru zabytków.